# Ісфаганський килим

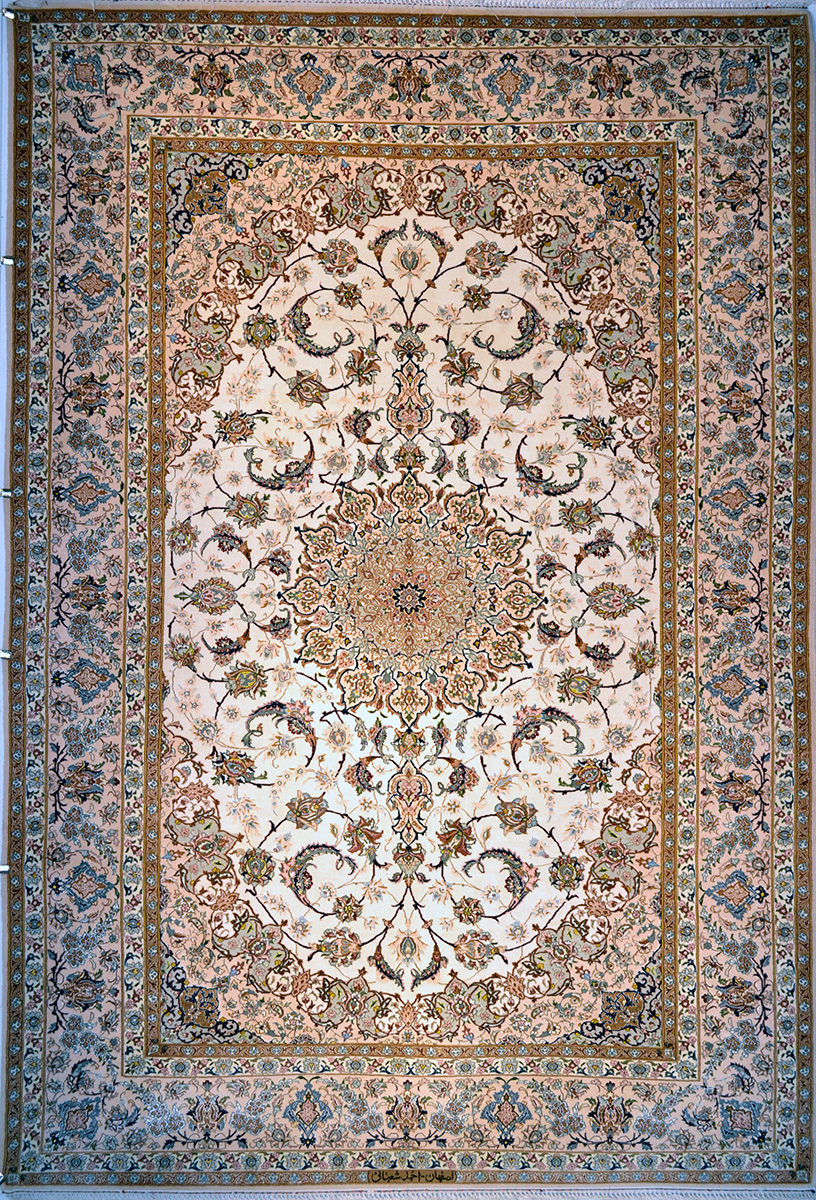
Ісфаханський килим

Іранське місто Ісфаган здавна було одним із центрів виробництва знаменитого перського килима. Килими Ісфахану відомі своєю високою якістю. Найвідоміша майстерня в Ісфахані - Сейрафіан. В Європі їх неправильно називали польськими килимами (a la polonaise), оскільки через Річ Посполиту пролягав торговий шлях із Персії до Франції.

## Зовнішні посилання
- Національна галерея килимів Ірану